# Annamaria Giacometti
Annamaria Giacometti (ur. 14 listopada 1974 w Mediolanie) – włoska florecistka, dwukrotna medalistka mistrzostw świata.
W 1993 roku zdobyła brązowy medal we florecie indywidualnym na mistrzostwach świata juniorów w Denver.
Podczas mistrzostw świata w Kapsztadzie w 1997 roku Włoszki w składzie: Giovanna Trillini, Valentina Vezzali, Diana Bianchedi i Annamaria Giacometti zdobyły drużynowo złoty medal. W tej samej konkurencji zdobyła też złoty medal na mistrzostwach świata w Chaux de Fonds (1998). Na tych mistrzostwach była również szósta w turnieju indywidualnym.
Na mistrzostwach Europy w Płowdiwie w 1998 roku zdobyła drużynowo brązowy medal. Ponadto na rozgrywanych rok później mistrzostwach Europy w Bolzano drużynowo zdobyła złoto, a indywidualnie brąz.
Nigdy nie wzięła udziału w igrzyskach olimpijskich.